# トルク (映画)
『トルク』（Torque）は、2004年のアメリカ映画で、オートバイを題材にしたアクション映画である。『ワイルドスピードシリーズ』、『トリプルX』などで知られるニール・H・モリッツによって製作された。

## あらすじ
麻薬取引のトラブルでギャングとFBIに追われて身を隠していた主人公フォードは、恋人シェーンとやり直すために街に戻ってきた。しかし、バイカーギャング「リーパーズ」とトラブルを起こし、そのリーダーであるトレイの弟を殺した疑いをかけられてしまう。フォードはギャングとFBIから逃亡を続けながら陰謀を暴いていく。

## キャスト
※括弧内は日本語吹替
- ケイリー・フォード - マーティン・ヘンダーソン（岸祐二[2]）
- トレイ・ウォレス - アイス・キューブ（楠大典[2]）
- シェーン - モネ・メイザー（岡寛恵[2]）
- ダルトン - ジェイ・ヘルナンデス（若林久弥）
- ヘンリー - マット・シュルツ（石川ひろあき）
- マクファーソン - アダム・スコット（家中宏）
- ニナ - クリスティーナ・ミリアン
- ヴァル - ウィル・ユン・リー（土田大）
- チャイナ - ジェイミー・プレスリー

## 劇中に登場する主なオートバイ
- ホンダ・CBR954RR FIRE BLADE - バルのカスタムバイク
- ホンダ・VTR1000 SP-1/2 RC51 - ドルトンのカスタムバイク
- ヤマハ・YZF-R1 - シェインに捕られた後、フォードが運転する。
- マハ・ロードスターウォーリアー - ヘンリーのアメリカンクルーザーバイク。本来はベルトドライブであるが、劇中ではチェーンドライブとなっている。[要出典]
- スズキ・バンディット1200S - シェインが乗って登場し、後にフォードが運転する。
- MTT・タービン・スーパーバイク - ヘンリーを爆死させた。ガスタービンエンジンのエンジン音は、劇中では4気筒レシプロエンジン風の音に変更されている。[要出典]
- トライアンフ・955i DAYTONA - トレイとシェインのカスタムバイク
- アプリリア・RSV Mille - フォードのカスタムバイク

## 劇中に登場する主な自動車
- ハマー・H1 - FBI捜査官のマクフィアソンやヘンダーソンが乗っているトレーラー